# Sisteron

Sisteron este o comună în departamentul Alpes-de-Haute-Provence din sud-estul Franței. În 1 ianuarie 2022 avea o populație de 7.776 de locuitori.